# 나가하라역 (도쿄도)
나가하라역(일본어: 長原駅、ながはらえき)은 일본 도쿄도 오타구에 있는 도쿄 급행 전철의 역이다. 역 번호는 IK06이다.

## 역 구조
상대식 승강장 2면 2선의 지하역이다. 서비스 매니저 도입역으로 인해 하타노다이 역에서 원격 감시하고 있다.

### 타는 곳
| 번호 | 노선        | 방향 | 행선                        |
| ---- | ----------- | ---- | --------------------------- |
| 1    | 이케가미 선 | 하행 | 유키가야오쓰카・가마타 방면 |
| 2    | 이케가미 선 | 상행 | 하타노다이・고탄다 방면     |

## 역 주변
역사 위층으로 2층에는 도큐 스토어, 3층에는 100엔 숍 다이소가 들어서 있다. 또한, 개찰구를 나와 정면에는 다코야키, 도미빵의 각 포장마차가 출점하여 있다.
- 오타 가미이케다이 우체국
- 파스테르 나가하라 (상점가)
- 일본 기독교단 나가하라 교회
- 가톨릭 센조쿠 교회

## 역사
- 1927년 8월: 이케가미 전기철도 나가하라 역으로 영업 개시.
- 1965년: 역의 고탄다 방향으로 지나는 간나나도리의 건널목 해소를 위하여 지하화 공사 착공.
- 1973년 11월 30일: 지하화 준공.

## 역명의 유래
개업 당시의 지명(에바라 군 에바라마치 대학 나가하라)에 유래한다. 개업 전의 역명은 "마고메"였지만, 본 역의 설치가 결정된 이후에는 "나가하라"의 임시 역명이 붙게 되었고 정식으로 채용된 것이다.

## 인접역
| 도쿄 급행 전철 이케가미 선   | 도쿄 급행 전철 이케가미 선 | 도쿄 급행 전철 이케가미 선   |
| ---------------------------- | -------------------------- | ---------------------------- |
| IK 05 하타노다이 고탄다 방면 |                            | 센조쿠이케 IK 07 가마타 방면 |